# 球茎虎耳草
球茎虎耳草（学名：Saxifraga sibirica）为虎耳草科虎耳草属下的一个种。其种加词“sibirica”意为“西伯利亚的”。